# Wolf Georg Marche
Wolf Georg(e) Marche (* nach 1670 in Leipzig; † 13. März 1745) war ein kursächsischer Generalleutnant und zuletzt Kommandant der Pleißenburg bei Leipzig.

## Leben
Er entstammt der renommierten bürgerlichen Familie Marche, die ursprünglich aus der Oberlausitz stammen soll. Sein Großvater war der Hofapotheker und Ratsmitglied in Dresden mit Namen Georg Marche (1603–1653). Seine Eltern waren der Amtsschreiber Wolf Georg Marche (* 1636; † 18. Januar 1671) und dessen Ehefrau Susanne Dorothea, geb. Sulzberger, eine Tochter des Leipziger Baumeisters und Ratsherren Siegmund Friedrich Sulzberger († 1650). Wolf Georg hatte noch fünf weitere Brüder und eine Schwester.
Der spätere General war der fünfte Sohn und ging in den Militärdienst, wo er in das Infanterieregiment Fürstenberg kam. Marche war zunächst einfacher Soldat und nahm an den Kämpfen in Brabant teil. Er zeichnete sich immer wieder aus und stieg bis zu Hauptmann auf. In dieser Stellung wechselte er die Religion, was ihm die Förderung durch den Fürsten Fürstenberg († 1716) einbrachte. So wurde er Major und Oberstleutnant. Als sein Fürst starb, erhielt der Generalmajor Broune das Regiment. Mit der sächsischen Heeresreform von 1717 musste alle Generalmajore das Kommando über die Regimenter abgeben. Marche wurde am 24. Juni 1717 zum Oberst und Regimentskommandeur ernannt. Er behielt das Regiment bis zum 1. September 1732, da erfolgte seine Ernennung zum Generalmajor und Kommandant von Pleißenburg. Dort wurde er am 19. Jul 1741 zum Generalleutnant befördert und starb nach langer Krankheit am 13. März 1745. Er wurde nach Kloster Neuzelle in die Niederlausitz überführt und dort beigesetzt.
Er war mit einer von Kühlewein verheiratet. Die Ehe war kinderlos.